# Kumonga
Pour l’article homonyme, voir Kumonga exleyi.
Kumonga ( クモンガ ) est un kaiju ressemblant à une araignée géante apparue en 1967 dans Le Fils de Godzilla.

## Liste des apparitions
- 1967 : Le Fils de Godzilla (Kaijûtô no kessen: Gojira no musuko), de Jun Fukuda
- 1968 : Les envahisseurs attaquent (Kaijû sôshingeki), de Ishirô Honda
- 2004 : Godzilla: Final Wars (Gojira: Fainaru uôzu), de Ryuhei Kitamura